# Cap Homard
Le cap Homard est un cap de l'île de La Réunion, département d'outre-mer français dans le sud-ouest de l'océan Indien. Situé sur le territoire communal de Saint-Paul, le long de la côte ouest, il est formé par un monticule rocheux à l'extrémité sud-ouest de la plage de Boucan Canot.